# Holland Beker

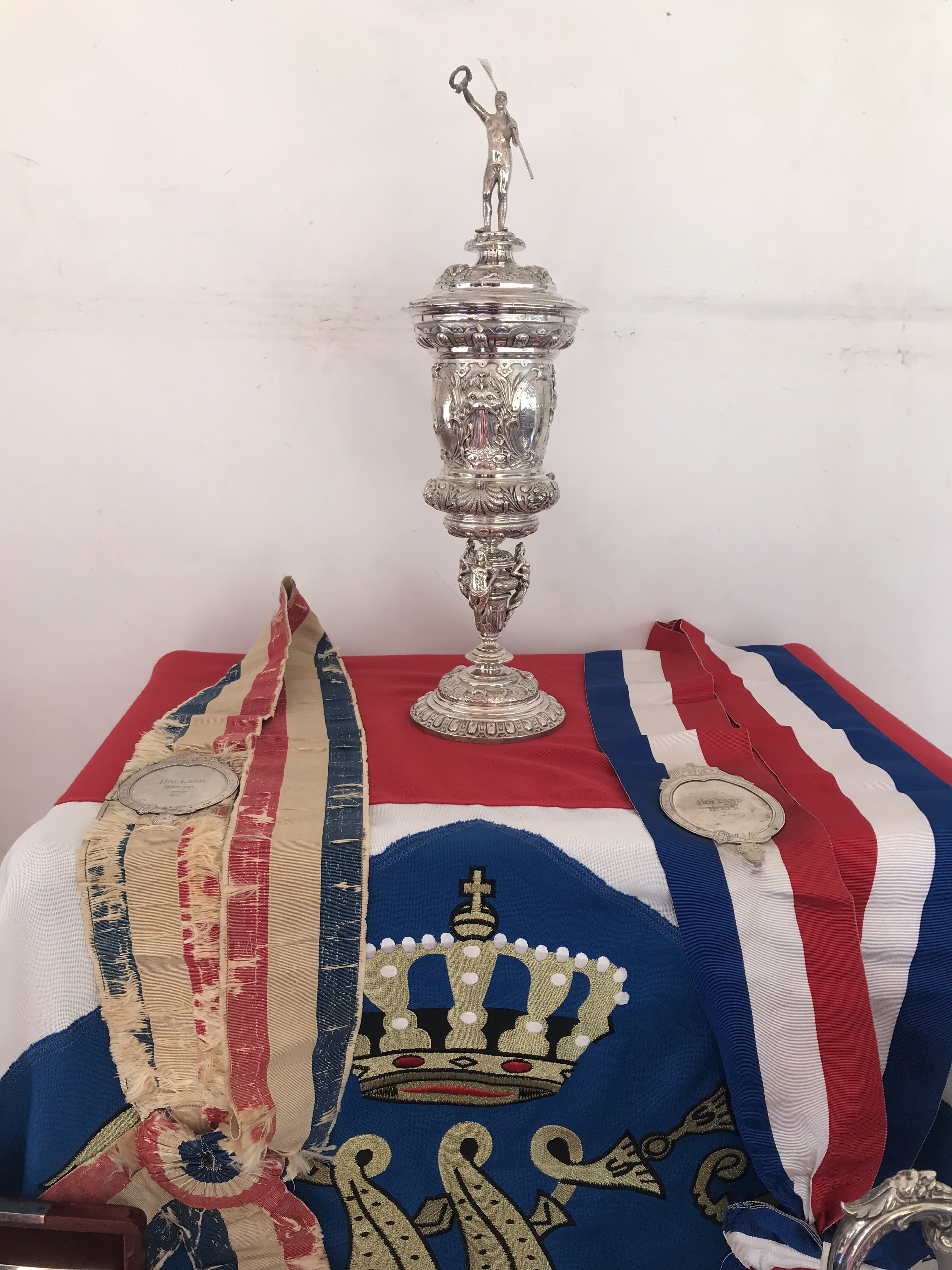
Holland Beker met bijbehorende sjerp met gesp

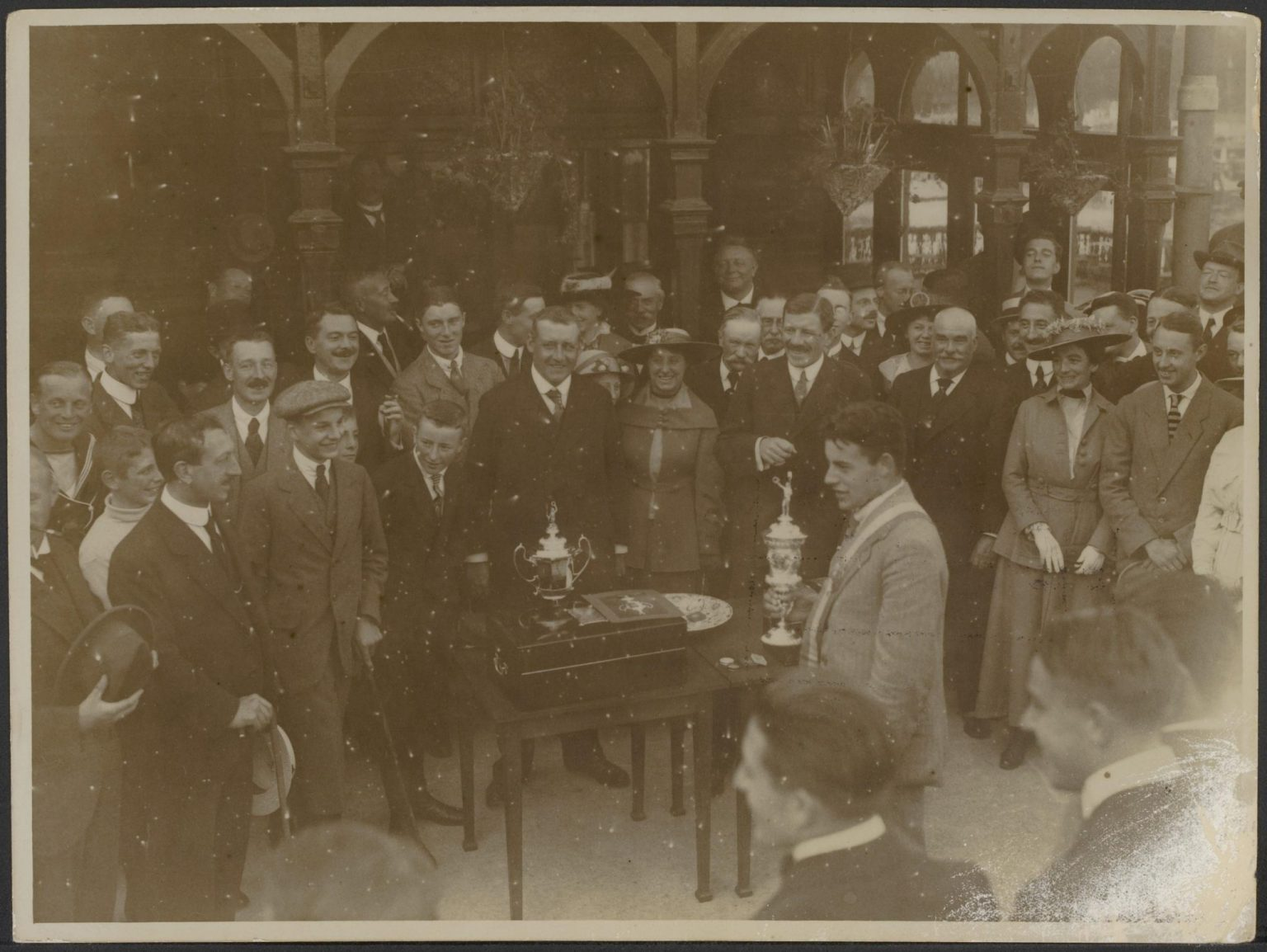
Gerrit Fuhri Snethlage winnaar van de Holland Beker in 1917

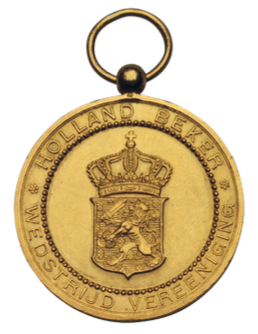
Gouden medaille voor de winnaar van de Holland Beker wedstrijd

Holland Beker in Mahonie-houten kist, waarop winnaars weergegeven

De Holland Beker is de prijs die toebehoort aan het winnen van de roeiwedstrijd in de skiff georganiseerd door de Holland Beker Wedstrijd Vereeniging. Jaarlijks vindt de wedstrijd plaats, traditiegetrouw in het seizoen juist voor de Diamond Challenge Sculls en de Rotsee Regatta.

## Geschiedenis
Bij de oprichting door het 'Comite voor het Championaat van Nederland voor Heren Liefhebbers van Sculling Outiggers' in 1886 werd besloten een onderscheidende zilveren beker en rood wit blauwe sjerp met zilveren gesp in te stellen als wisselprijs. De beker, 46 cm hoog en uitgevoerd in renaissancestijl, is ontworpen door zilversmid van Kempen uit Voorschoten en geleverd door Juwelier, Hofleverancier P. van Santen Nz uit Amsterdam. Op de beker is in medaillonvorm  de inscriptie weergegeven, geflankeerd door een Hollands landschap met een skiff op de voorgrond  en het Nederlands wapen. Het deksel toont een rechtopstaande roeier met een lauwerkrans en een roeiriem. Bij de Beker behoort een kistje, uitgevoerd in mahoniehout met daarop een in zilver uitgevoerde plaat waar de naam van de winnaar wordt gegraveerd. Als permanent huldeblijk krijgt de winnaar een gouden medaille. Een bronzen demonstratie-exemplaar uit 1886 zonder gravering bevindt zich in de collectie van het Teylers Museum in Haarlem (Inv. TMNK 15810). Het geld benodigd voor het vervaardigen van zo'n kostbare beker werd bijeengebracht door een groep particulieren en roeiverenigingen. Deze is later in bezit overgedragen aan de Holland Beker Wedstrijd Vereeniging.
De Beker verbonden aan de gelijknamige roeiwedstrijd groeide uit tot een der meest begeerde prijzen in het internationale toproeien, als pendant van 'The Diamond Challenge Sculls' die geroeid wordt op de Henley Royal Regatta. Er is een lijst van internationale winnaars zoals Thomas Lange (DDR), Ondrej Synek (Tsjechië), Mahe Drysdale (Nieuw-Zeeland), Vaclav Chalupa (Tsjechië), Peter Michael Kolbe (BRD) en Pertti Karppinnen (Finland). Ook Nederlands Olympisch goudenmedaillewinnaars zoals Jan Wienese, Ronald Florijn en Nico Rienks en zilveren Olympische medaillewinnaar Melvin Twellaar mogen zich voormalige winnaars noemen.